# 27606 Davidli
27606 Davidli è un asteroide della fascia principale. Scoperto nel 2001, presenta un'orbita caratterizzata da un semiasse maggiore pari a 3,1737151 UA e da un'eccentricità di 0,0924921, inclinata di 7,49546° rispetto all'eclittica.